# Ermita del Santísimo Cristo de Gracia
La ermita del Santísimo Cristo de Gracia es un templo situado en la villa abulense de Las Navas del Marqués.

## Orígenes
Sin un estilo artístico concreto, se considera que la primitiva ermita es de finales del siglo XV, aunque existe una lápida dedicada a la Virgen María por la Juventud de Las Navas fechada en 1553. Se dotó desde muy antiguo de fundaciones y Capellanías, se afirmó que fue erigida a instancias del gremio-cofradía de los ganaderos, bajo la advocación del Cristo de Gracia, convertido luego en Patrón de la Villa.

## SiglosXVIIyXVIII
El linaje García de Segovia estuvo muy vinculado a la ermita a lo largo de los siglos XVII-XVIII. Domingo García fue el primero de la familia que tuvo el patronato de la misma, el cual lo transmitió a su hijo Antón García Vela (Alcaide de la Fortaleza y Palacio de los Marqueses), que costearía un retablo y un lienzo para la ermita. La tradición la siguieron las dos siguientes generaciones: Tomé García de Segovia y su hijo Cristóbal García de Segovia.
Cristóbal García de Segovia fundaría una capellanía en ella, el 20 de diciembre de 1673, con la obligación de decir una misa diaria. tendría como objetivo una misa rezada diaria. Su celebración sería a las 11 de la mañana los días de fiesta y al salir el sol, los días laborales, con la finalidad “que de esta suerte gocen todos los pobres y trabajadores de oírlas sin que hagan falta a sus ocupaciones”.
Entre 1673 y 1690, invirtió en ella, 48.100 reales. En dicha inversión destaca 12 mil reales en la hechura de un nuevo retablo tallado por Juan Gómez Lobo (maestro escultor de Toledo), y otros 7 mil en su posterior dorado.

## Desde elsigloXXa la actualidad
El escultor Aniceto Marinas realizó, e hizo donación, en 1948, de la artística imagen que, desde su capilla, es sacada en procesión durante las fiestas patronales y a la que lugareños y visitantes rinden fervosa devoción. Las mismas son conmemoradas la segunda semana del mes de julio.
Las obras de ampliación llevadas a cabo entre 1978 y 1981, supieron respetar, fielmente, el vivo recuerdo de los naveros, por su tradicional Ermita del Cristo de Gracia. En el verano de 2009 se recuperó el camarín del cristo que fue restaurado, creándose un ambiente que invita a la oración y el recogimiento.

## Galería

Stmo. cristo de Gracia.
Cúpula del camarín del Cristo.
Cúpula de la capilla lateral.